# Ulrich Wergin
Ulrich Wergin (* 11. Mai 1939 in Stettin; † 1. Mai 2023) war ein deutscher Germanist und Hochschullehrer.

## Leben
Nach der Promotion 1975 (Einzelnes und Allgemeines. Die ästhetische Virulenz eines geschichtsphilosophischen Problems. Untersucht am Sprachstil von Goethes Roman „Wilhelm Meisters Wanderjahre oder die Entsagenden“) an der Universität Hamburg lehrte er von 1983 bis 2005 als Professor für Neuere deutsche Literatur.
Seine Forschungsschwerpunkte waren die Literaturgeschichte vom 18. bis zum 20. Jahrhundert sowie Poetik, Ästhetik und Literaturtheorie vornehmlich im Grenzgebiet von Literatur und Philosophie.

## Schriften (Auswahl)
- Einzelnes und Allgemeines. Die ästhetische Virulenz eines geschichtsphilosophischen Problems. Untersucht am Sprachstil von Goethes Roman „Wilhelm Meisters Wanderjahre oder die Entsagenden“. Heidelberg 1980, ISBN 3-533-02888-7.
- als Herausgeber mit Martin Jörg Schäfer: Die Zeitlichkeit des Ethos. Poetologische Aspekte im Schreiben Paul Celans. Würzburg 2003, ISBN 3-8260-2592-X.
- als Herausgeber mit Karol Sauerland: Literatur und Theologie. Schreibprozesse zwischen biblischer Überlieferung und geschichtlicher Erfahrung. Würzburg 2005, ISBN 3-8260-2799-X.
- als Herausgeber mit Karol Sauerland: Bilder des Ostens in der deutschen Literatur. Würzburg 2009, ISBN 978-3-8260-3599-9.